# 洛伦佐·班迪尼

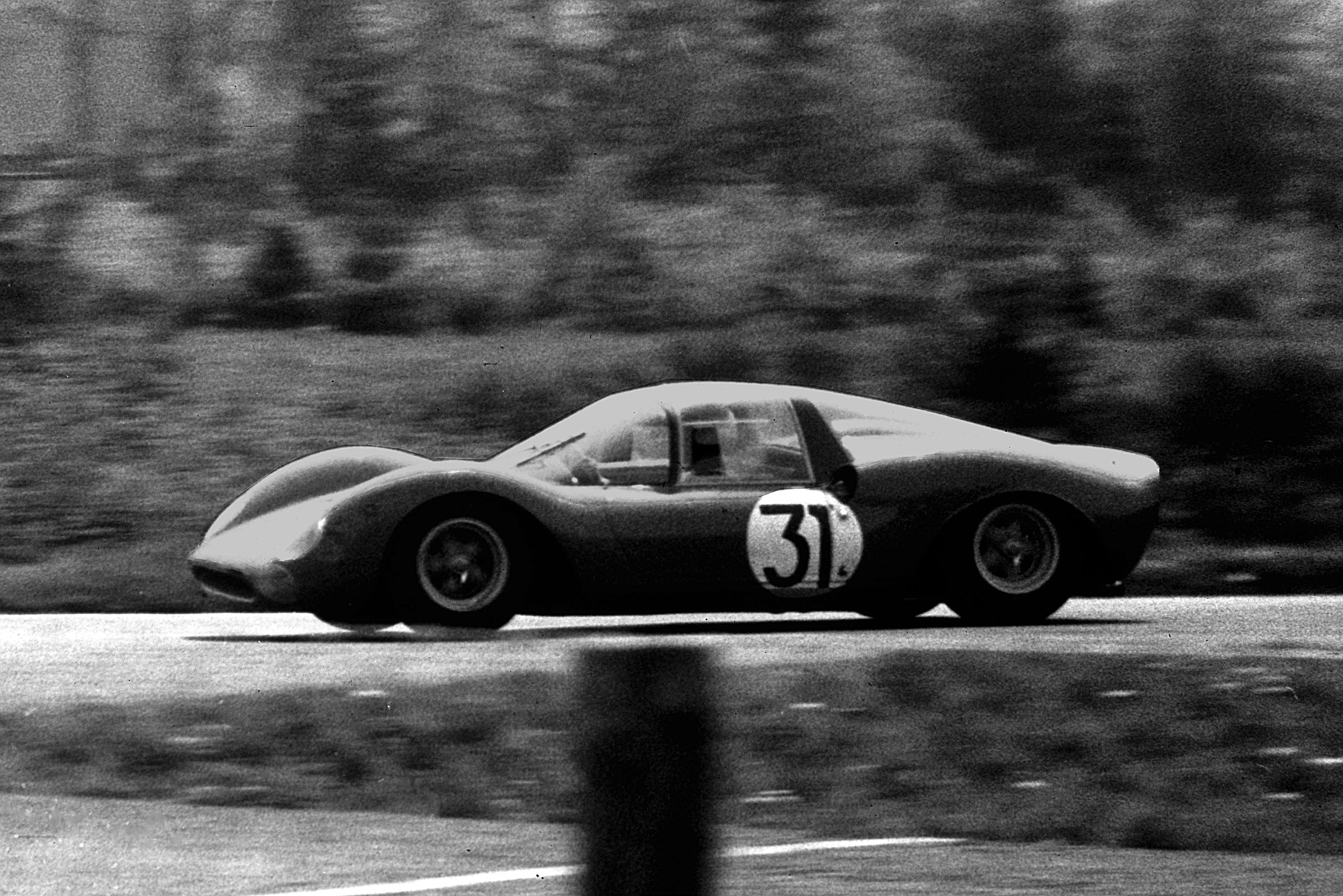
1965年班迪尼驾驶法拉利Dino参加纽博格林1000公里赛

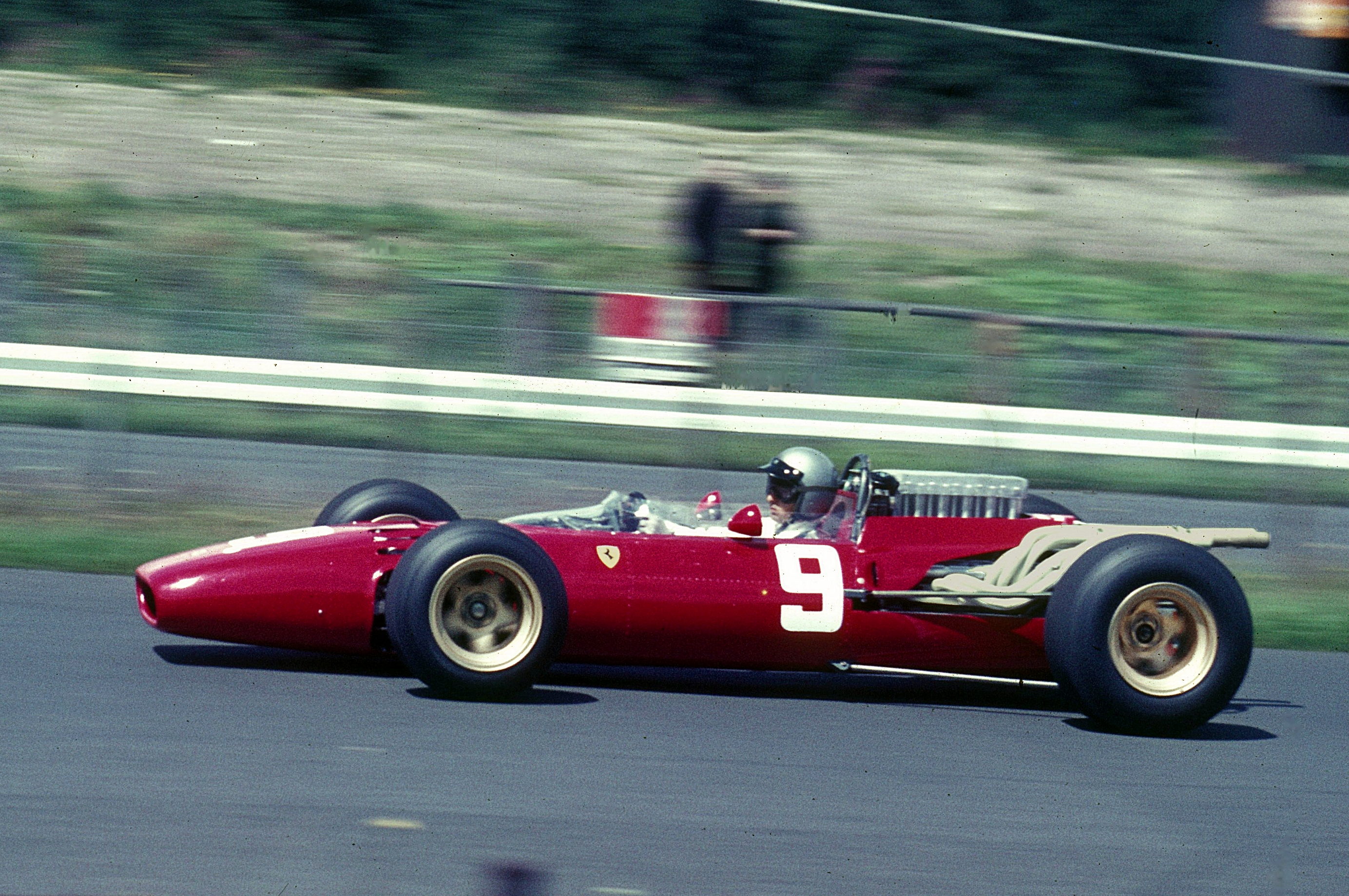
班迪尼于1966年德国大奖赛驾驶法拉利312

洛伦佐·班迪尼（義大利語：Lorenzo Bandini，1935年12月21日—1967年5月10日）是一位意大利赛车手，曾代表中南车队和法拉利车队参加一级方程式赛车。

## 职业生涯
班迪尼出生在利比亚昔兰尼加迈尔季，当时是意大利的殖民地。他的家庭于1939年回到意大利并定居在佛罗伦萨附近。他的父亲在他15岁的时候去世。班迪尼离开家并在米兰的弗雷迪车间找到了一份技工学徒的工作。
他从摩托车开始进入赛车领域。他在1957年开始驾驶借来的菲亚特1100参加赛车比赛。戈里亚多·弗雷迪看出了班迪尼的天赋，决定支持他。班迪尼后来在1963年娶了弗雷迪的女儿玛格丽塔，并继续参与家里在米兰的车库生意。
他在1958年的一千英里耐力赛中取得了第一次胜利，并在同一年赢得了在蒙扎举行的12小时比赛。接着他参加了青年方程式，一直到1961年。班迪尼买了一辆阿尔扎尼-沃尔皮尼车队的青年方程式赛车，并在西西里岛的第一场比赛中排在第三名。在1959年和1960年他驾驶斯坦圭利尼参加比赛。他在1960年世界青年方程式锦标赛中取得第4名的成绩。
1961年班迪尼和另一名意大利车手贾恩卡洛·巴盖蒂争夺法拉利车队的席位。法拉利选择了巴盖蒂，而班迪尼加入了古列尔莫·“米莫”·代的中南车队。他在一场非锦标赛的波城大奖赛中取得第3名。班迪尼后来在1961年的斯帕参加了他的第一场世界锦标赛。他因为引擎故障而退赛。在1961年和1962年间的冬天，他在澳大利亚和新西兰参加了塔斯曼系列赛。
1962年班迪尼被法拉利车队雇用参加1962和1963赛季，并搬到了车队总部附近的马拉内罗。他在1962年摩纳哥大奖赛上首次代表法拉利车队亮相并取得第3名。
1963年班迪尼只能代表法拉利车队参加跑车比赛。与卢多维科·斯卡尔菲奥蒂一起赢下了勒芒24小时耐力赛，并在同年的弗洛里奥盾中取得第二名，偶尔会代表中南车队参加一级方程式赛车。他的一系列好成绩，包括在英国大奖赛的第5名，让法拉利车队决定在赛季剩下的比赛中把他留作一级方程式车手。
1964年班迪尼迎来了他最好的F1赛季。他在采尔特韦格举行的奥地利大奖赛中赢得了第一次冠军，并在德国和意大利两次登上领奖台。在墨西哥大奖赛中，班迪尼在排在第二名的时候放队友约翰·瑟蒂斯超过他，使得瑟蒂斯获得足够的积分赢下当年的世界冠军。
1965年班迪尼赢得了弗洛里奥盾。
1966年瑟蒂斯在赛季中离开了法拉利。班迪尼被提升为车队队长。他在当年的法国和美国大奖赛中很不幸运地没能赢得比赛，都在大幅领先的情况下遭遇了机械故障。班迪尼的最好成绩是在摩纳哥大奖赛中取得的第2名，排在杰基·斯图尔特之后。后来班迪尼帮助导演约翰·弗兰肯海默拍摄电影《霹雳神风》。班迪尼推荐在摩纳哥赛道的港口弯拍摄电影中的撞车场景。在《制作霹雳神风》中，女演员伊娃·玛丽·森特痛苦地指出，那里就是一年后班迪尼发生致命事故的地方。
1967年班迪尼与克里斯·阿蒙赢得了代托纳24小时耐力赛和蒙扎1000公里赛的冠军。

## 事故与死亡
1967年5月7日，班迪尼在摩纳哥大奖赛的第82圈中处在第二名的位置，排在丹尼·休姆之后。他在港口弯失去了对车的控制。他刚刚进入弯道，他的法拉利的左后轮撞到了护栏，导致他的车不稳定地打滑，并在撞到灯杆后翻车。他的车撞到了港口边排成直线的草包导致油箱破裂，当赛车翻滚时汽油被火花点燃，班迪尼被困在车里。工作人员将车翻过来并把班迪尼从燃烧着的法拉利中拉出来，但此时他已经陷入昏迷。据说，在把车翻过来的过程中，汽油洒到了排气管上并爆炸。在班迪尼从车里被拉出来后油箱爆炸并引发第二次大火。
班迪尼遭受了三度灼伤，身上超过70%的区域都被烧伤，并且胸部受伤，有十处骨折。撞车三天后，班迪尼在蒙特卡洛的格雷丝公主综合医院去世。
有一些关于班迪尼的救援及时性的担忧，然而摩纳哥公国的调查员在5月10日裁定：“安全工作运作良好。”在这次事故后，草包在一级方程式赛车比赛中被禁用，在第二年全部被加长的护栏代替。
班迪尼的葬礼于5月13日在雷焦洛举行。十萬人出席葬礼。随后他被埋葬在米兰的兰布拉泰墓地。